# Solymári kőfejtő 3. sz. barlangja
A Solymári kőfejtő 3. sz. barlangja a Duna–Ipoly Nemzeti Parkban lévő Budai-hegységben, Solymáron, a Zsíros-hegyen található egyik barlang.

## Leírás
Solymár központjától DNy-ra majdnem 2 km-re, a közismert és turistatérképeken jelölt Solymári-ördöglyuk közelében, annak főbejárata alatt lévő és már nem működő nagy kőbánya oldalában van a Solymári kőfejtő 3. sz. barlangja. A Budai Tájvédelmi Körzetben helyezkedik el. A kőfejtő bauxitos törmeléklejtőjének felső részén megjelenő sziklakibukkanásban, nyílt terepen, 337 m tszf. magasságban található a Solymári kőfejtő 3. sz. barlangjának bejárata. A 0,6 m széles és 0,4 m magas bejárat természetes jellegű, lejtő tengelyirányú és háromszög alakú.
A könnyű sétával, majd nehezen járható (meredek) terepen elérhető barlang felső triász dachsteini mészkőben keletkezett. A barlang kialakulásában szerepe volt a tektonikának, a kifagyásos kőzetaprózódásnak és a korróziónak. A barlang térformája egyszerű jellegű. Lejtős a lejtésviszonya és jellemző szelvénytípusa a szabálytalan alakú szelvény. A szabadon megtekinthető barlang könnyen járható.
Előfordul a barlang az irodalmában Solymári kőfejtő III. sz. ürege (Turi 2009) néven is.

## Kutatástörténet
Az 1958-ban kiadott, Budapest természeti képe című könyvben meg van említve, hogy Jablonkay Pálnak az 1935-ben kiadott könyvében szó van arról, hogy a Solymári-kőfülke nyílásával azonos szintben, a kőfejtő falában még 6–8 másik nyílás is látszik. Láng Sándor szerint ezeket azóta lefejtették és más pontokon figyelhetők meg a karsztos járatok nyílásai. Jablonkay Pál a kőfejtő falában lévő nyílások alapján úgy gondolta, hogy régen itt polje volt. Láng Sándor szerint ez lehetetlen a felszínformák alapján.
Az 1976-ban befejezett, Bertalan Károly által írt kéziratban az olvasható, hogy a solymári kőfejtő hévforrás kürtői a Budai-hegyekben lévő Solymáron, a Sziklás-hegyen találhatók. Ezek a Solymári-ördöglyuk alatti kőfejtőben helyezkednek el. A bánya művelésével fedezték fel a hévforráskürtőket. A kéziratnak a hévforráskürtőket ismertető része két irodalmi mű alapján lett írva. Az 1984-ben megjelent, Magyarország barlangjai című könyv országos barlanglistájában, a Budai-hegység barlangjai között szerepel a Solymári-kőfejtő hévforrás kürtői összefoglaló név. A listához kapcsolódóan a Dunazug-hegység barlangjainak földrajzi elhelyezkedését bemutató, 1:500 000-es méretarányú térképen látható ezeknek az üregeknek a földrajzi elhelyezkedése.
Borzsák Sarolta és Egri Csaba 2005-ben felmérték a barlangot, majd Borzsák Sarolta a felmérés adatainak felhasználásával, 2004. augusztus 25-én megszerkesztette a Solymári kőfejtő 3. sz. barlangja (Solymár, 4773-as barlangkataszteri egység) alaprajz térképét, hosszmetszet térképét és keresztmetszet térképét. A térképlapon jelölve van az É-i irány. Az alaprajz térképen megfigyelhető a hosszmetszet és a keresztmetszet elhelyezkedése a barlangban. Egri Csaba 2004. augusztus 25-én, az Országos Barlangnyilvántartás számára elkészítette a barlang fénykép-dokumentációját.
Egri Csaba és Borzsák Sarolta 2004. augusztus 25-én, az Országos Barlangnyilvántartás számára írták meg a barlang nyilvántartólapját. A nyilvántartólapon az van írva, hogy a Solymári kőfejtő 3. sz. barlangja a Pest megyében lévő Solymáron, a Budai-hegységben, a 4773-as barlangkataszteri területen helyezkedik el. Kőfejtőben, hegyoldalban, nyílt terepen, 337 m tszf. magasságban van a barlang bejárata. A részletesen felmért barlang 3,2 m hosszú, 3 m vízszintes kiterjedésű, 1,9 m függőleges kiterjedésű, 0,4 m magas és 1,5 m mély. A gyakorlatilag ép barlang aljzata gyakorlatilag ép.
Legegyszerűbben a zsíros-hegyi turistaház romjától közelíthető meg. A romtól a Solymári-ördöglyuk felé vezető jelzett turistaúton kell menni a kőfejtő pereméig. Innen a kőfejtő D-i oldalán lévő kis kijárt ösvényen 20–30 m után kell leereszkedni kb. 10 m-t a meredek, omladékos kőfejtőudvarba. Ez száraz időben is balesetveszélyes, de havas, nedves körülmények között szinte csak kötélbiztosítással lehetséges. A lejtőtörmelékből kibukkanó szálkőkibukkanásban van a barlang kis bejárata. Csak kúszva járható a szűk és lejtős barlang. Nincsenek benne jelentős méretű, vagy mennyiségű ásványképződmények. Az üreg csak kataszteri jelentőségű. Az omladékos és kőzettörmelékes aljzat miatt nagyon nehéz a barlangból lábbal felfelé kikúszni. A barlangban nem lehet megfordulni. Jelentéktelen továbbkutatás szempontjából is, de tőle nem messze kiterjedt barlangrendszer helyezkedik el.
Az Anubisz Barlangkutató Csoport és az Adrenalin Barlangkutató Egyesület tagjai 2009-ben, az eredetileg kb. 3 m mély, Solymári kőfejtő III. sz. ürege nevű barlang alját megtisztították, ezzel a barlang mélységét kb. 8 m-re növelték. Lefelé és felfelé haladó, biztató járatokat fedeztek fel, amelyekben jól érzékelhető légmozgás van. A munkát folytatni akarják a továbbkutatásra mindenképp alkalmas üregben.

## További irodalom
- Bertalan Károly: Magyarország barlangkatasztere. Kézirat. Veszprém, Budapest. 1932–1974.
- Jablonkay Pál: Solymár földrajza. (Bölcsészdoktori értekezés.) Budapest, 1935.